# WrestleMania 36
WrestleMania 36 — тридцать шестая по счёту WrestleMania, PPV-шоу производства WWE. Было показано в эфире WWE Network 4 и 5 апреля 2020 года, а снято 25 и 26 марта 2020 года в Орландо, Флорида на арене WWE Performance Center.
Это первый случай, когда WrestleMania транслировалась в течение двух дней, а также в записи. Также это первая в истории WrestleMania, которая прошла без зрителей из-за ограничений, вызванных пандемией COVID-19. В этой связи два матч были сняты за пределами арены в нетипичном кинематографическом стиле.

## Результаты
| №                             | Матч                                                                        | Тип матча                                                     | Время |
| ----------------------------- | --------------------------------------------------------------------------- | ------------------------------------------------------------- | ----- |
| 1                             | Сезаро победил Дрю Гулака                                                   | Одиночный матч                                                | 4:25  |
| 2                             | Алекса Блисс и Никки Кросс победили «Воинов кабуки» (Аска и Каири Сейн) (c) | Командный матч за титулы командных чемпионов WWE среди женщин | 15:05 |
| 3                             | Элайас победил Короля Корбина                                               | Одиночный матч                                                | 9:00  |
| 4                             | Бекки Линч (c) победила Шейну Бэйзлер                                       | Одиночный матч за титул чемпиона WWE Raw среди женщин         | 8:30  |
| 5                             | Сами Зейн (c) победил Дэниела Брайана                                       | Одиночный матч за титул интерконтинентального чемпиона WWE    | 9:20  |
| 6                             | Джон Моррисон (c) победил Джимми Усо и Кофи Кингстона                       | Матч с лестницами за титул командных чемпионов WWE SmackDown  | 18:30 |
| 7                             | Кевин Оуэнс победил Сета Роллинса                                           | Матч без дисквалификации                                      | 17:20 |
| 8                             | Брон Строумен победил Голдберга (c)                                         | Одиночный матч за титул чемпиона Вселенной WWE                | 2:10  |
| 9                             | Гробовщик победил Эй Джей Стайлза                                           | Boneyard-матч                                                 | 24:00 |
| (c) — чемпион на начало матча |                                                                             |                                                               |       |

| №                             | Матч                                                                                      | Тип матча                                                      | Время |
| ----------------------------- | ----------------------------------------------------------------------------------------- | -------------------------------------------------------------- | ----- |
| 1                             | Лив Морган победила Наталью                                                               | Одиночный матч                                                 | 6:25  |
| 2                             | Шарлотт Флэр победила Рею Рипли                                                           | Одиночный матч за титул чемпиона NXT среди женщин              | 20:30 |
| 3                             | Алистер Блэк победил Бобби Лэшли                                                          | Одиночный матч                                                 | 7:20  |
| 4                             | Отис победил Дольфа Зигглера                                                              | Одиночный матч                                                 | 8:15  |
| 5                             | Эдж победил Рэнди Ортона                                                                  | Матч «Последний живой»                                         | 36:55 |
| 6                             | «Уличная нажива» (Анджело Доукинс и Монтез Форд) (c) победили Анхеля Гарзу и Остина Тиори | Командный матч за титул командных чемпионов WWE Raw            | 6:20  |
| 7                             | Бэйли (c) победила Сашу Бэнкс, Лейси Эванс, Наоми и Тамину                                | Матч на выбывание за титул чемпиона WWE SmackDown среди женщин | 19:20 |
| 8                             | «Изверг» Брей Уайатт победил Джона Сину                                                   | Матч Firefly Fun House                                         | 13:00 |
| 9                             | Дрю Макинтайр победил Брока Леснара (c)                                                   | Одиночный матч за титул чемпиона WWE                           | 4:35  |
| 10                            | Дрю Макинтайр (c) победил Биг Шоу                                                         | Одиночный матч за титул чемпиона WWE                           | 6:55  |
| (c) — чемпион на начало матча |                                                                                           |                                                                |       |

### Комментарии
1. ↑  Из за сложившейся в мире ситуации с пандемией COVID-19, множество спортивных мероприятий было отменено или перенесено на неопределённый срок. WWE, чтобы не отменять Рестлманию 36 записывали сюжеты без живой публики, впервые за историю.